# Piotr Borzęcki
Piotr Borzęcki herbu Półkozic (ur. ok. 1750–?) – szef targowickiej formacji Pułku Lekkiej Jazdy pod Imieniem Województwa Kijowskiego, konsyliarz konfederacji generalnej koronnej w konfederacji targowickiej.
Syn Piotra, podstolego koronnego i Anny z Ankwiczów.